# 409
409（四百九、よんひゃくきゅう）は自然数、また整数において、408の次で410の前の数である。

## 性質
- 409は80番目の素数であり、1つ前は401、次は419。
  - 約数の和は410。
- 22番目の非正則素数である。1つ前は401、次は421。
- 39番目の 4n + 1 型の素数であり、この類の素数は x2 + y2 と表せるが、409 = 202 + 32 である。1つ前は401、次は421。
- 38番目の 3n + 1 型の素数であり、この類の素数は x2 + 3y2 と表せるが、409 = 192 + 3 × 42 である。1つ前は397、次は421。
- 17番目の 8n + 1 型の素数であり、この類の素数は x2 + 2y2 と表せるが、409 = 112 + 2 × 122 である。1つ前は401、次は433。
- 9番目の 20n + 9 型の素数であり、この類の素数は x2 + 5y2 と表せるが、409 = 22 + 5 × 92 である。1つ前は389、次は449。
- 7番目の 24n + 1 型の素数であり、この類の素数は x2 + 6y2 と表せるが、409 = 52 + 6 × 82 である。1つ前は337、次は433。
- 40…09 の形の最小の素数である。次は40009。(オンライン整数列大辞典の数列 A101715)
- 409 = 100 × 4 + 9
  - n = 4 のときの 100n + 9 の形で表せる2番目の素数である。1つ前は109、次は509。(オンライン整数列大辞典の数列 A166560)
- 1/409 は循環節の長さ204の循環小数になる。
  - 逆数が循環小数になる数で循環節が204になる最小の数である。次は818。
  - 循環節が n になる最小の数である。1つ前の203は762649、次の205は1681。(オンライン整数列大辞典の数列 A003060)
- 各位の和が13になる31番目の数である。1つ前は391、次は418。
  - 各位の和が13になる数で素数になる9番目の数である。1つ前は373、次は463。(オンライン整数列大辞典の数列 A106755)
- 409 = 32 + 202
  - 異なる2つの平方数の和で表せる124番目の数である。1つ前は405、次は410。(オンライン整数列大辞典の数列 A004431)
- 409 = 22 + 92 + 182 = 32 + 122 + 162 = 62 + 72 + 182 = 112 + 122 + 122
  - 3つの平方数の和4通りで表せる38番目の数である。1つ前は406、次は411。(オンライン整数列大辞典の数列 A025324)
  - 409 = 22 + 92 + 182 = 32 + 122 + 162 = 62 + 72 + 182
    - 異なる3つの平方数の和3通りで表せる37番目の数である。1つ前は404、次は410。(オンライン整数列大辞典の数列 A025341)
- 409 = 13 + 13 + 43 + 73
  - 4つの正の数の立方数の和で表せる99番目の数である。1つ前は408、次は413。(オンライン整数列大辞典の数列 A003327)

## その他 409 に関連すること
- 西暦409年
- 409 (曲) - ザ・ビーチ・ボーイズの1962年の楽曲。